# George Eyston

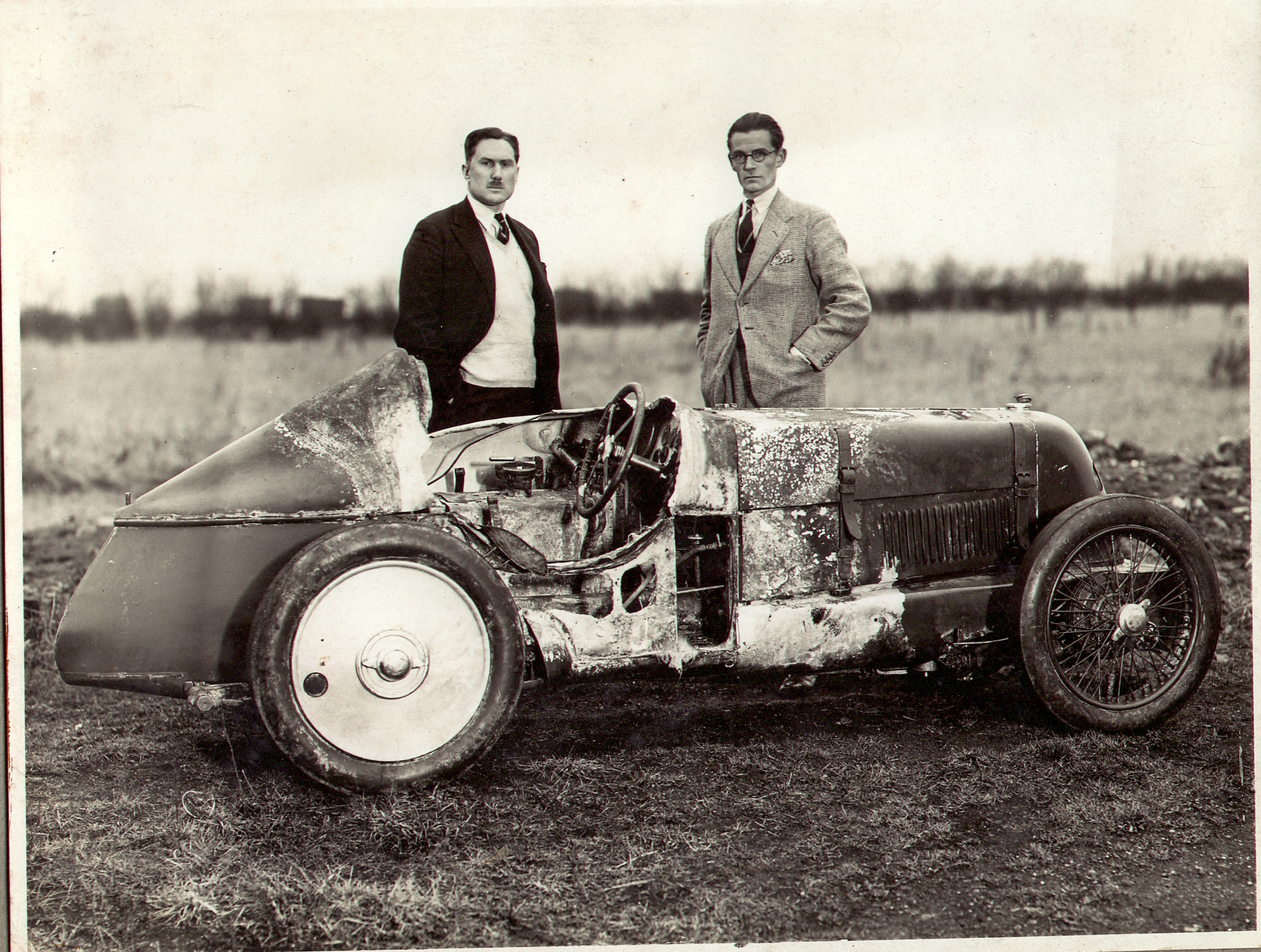
Eyston (izquierda) con un MG Midget averiado por el fuego (1931)

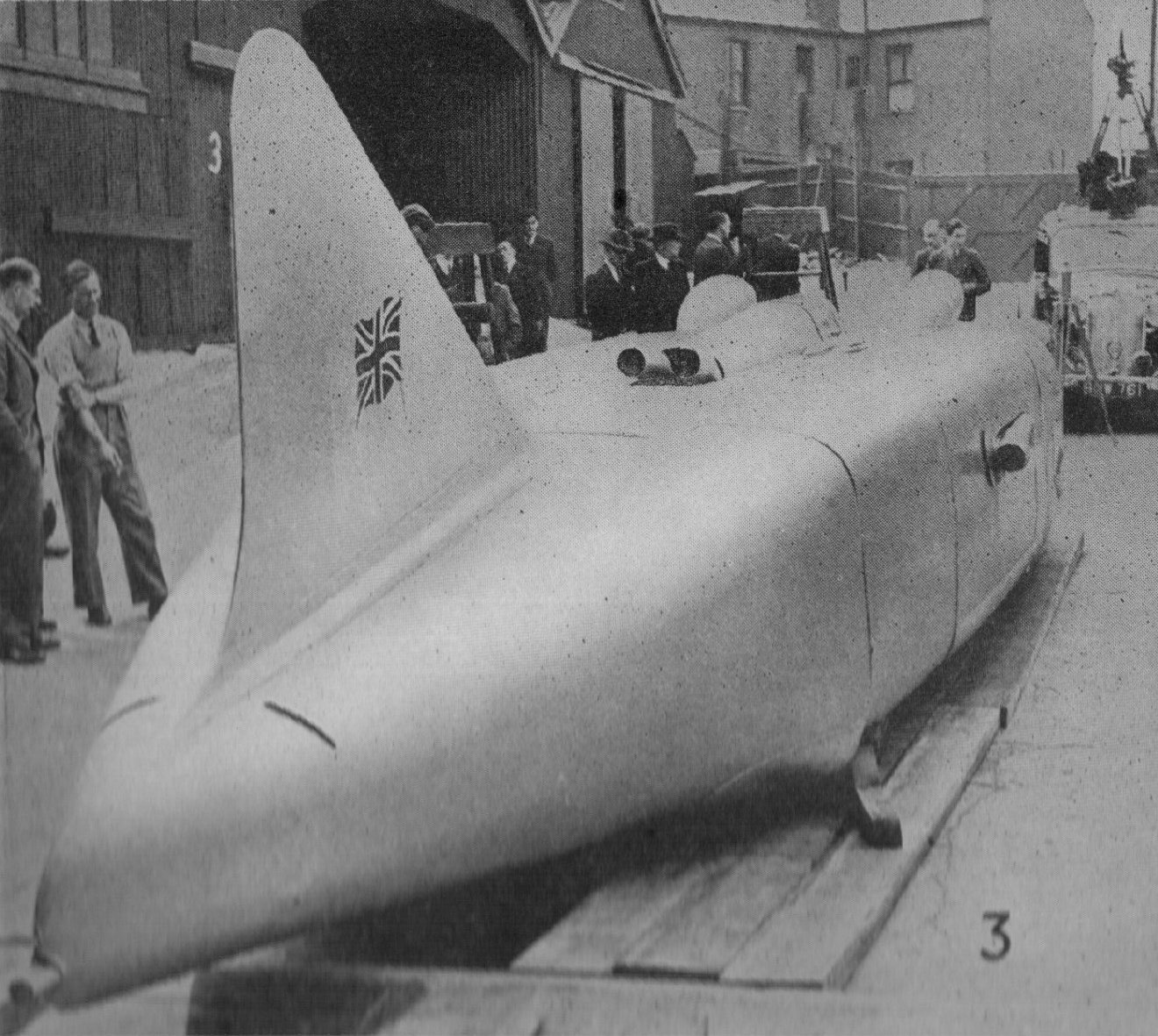
El Thunderbolt de Eyston (1938)

George Edward Thomas Eyston (28 de junio de 1897–11 de junio de 1979) fue un corredor automovilístico  británico activo en las décadas de 1920 y 1930. Batió el récord mundial de velocidad en tierra en tres ocasiones entre 1937 y 1939.
También desarrolló trabajos como ingeniero e inventor.

## Primeros años
Eyston se formó en el Stonyhurst College y en el Trinity College de la Universidad de Cambridge. Sus estudios de ingeniería en este último centro se vieron interrumpidos por la Primera Guerra Mundial, siendo destinado al Regimiento de Dorset y más adelante a la Artillería de Campo Real. Después de la guerra,  regrese al Trinity College, siendo elegido capitán de la Tripulación Titular del Club de Remo del Trinity.

## Carrera

### Piloto de automóviles
La carrera de Eyston como piloto de automóviles comenzó antes de la Primera Guerra Mundial, cuando era todavía estudiante, disputando carreras de motocicletas bajo un nombre supuesto. Después de la guerra (en la que había sido condecorado con la Cruz Militar) comenzó a usar su propio nombre como piloto. Se inició en las carreras de coches europeas al volante de un Bugatti, con éxito en pruebas como el Gran Premio de Francia de 1921 y 1926.
Más adelante se hizo popular corriendo con los MG sobrealimentados, como el Magic Midget y el K3 Magnette. Con este último participó en los Tourist Trophy de la Isla de Man de 1933 y de Irlanda del Norte de 1934,  así como en las Mille Miglia de ese mismo año.

### Récords de velocidad
Construyó su primer prototipo instalando un motor diésel de un autobús AEC en el chasis de un automóvil Chrysler, y lo utilizó para establecer registros de resistencia en Brooklands, logrando promedios de 100.75 mph en 1933 y de 106 mph en 1936.
En 1935, fue uno  de los primeros corredores británicos en viajar al salar de Bonneville en Utah, donde estableció los récords de las 24 y de las 48 horas con su propio coche, al que había denominado Speed of the Wind.
Quizá sea más conocido por haber batido el récord mundial de velocidad en tierra absoluto con su coche, el Thunderbolt. Entre 1937 y 1939 logró otras tres plusmarcas, arrebatándoselas al Blue Bird de Malcolm Campbell, aunque siendo batido a su vez dos veces por John Cobb.
La rivalidad era existente era muy amistosa, y años más tarde, siendo Eyston director de competición de Castrol, asistió a Cobb en su desafortunado intento de batir el récord de velocidad sobre el agua en el Crusader. También estuvo implicado en el diseño del Thunderbolt en la fábrica de Bean Cars en Tipton, Staffordshire (ahora West Midlands).

### Patentes e ingeniería
Como ingeniero e inventor, registró numerosas patentes relacionadas con la ingeniería de los motores y particularmente respecto a la sobrealimentación. Su trabajo sobre las cajas de cambio para altas potencias fue muy importante en el desarrollo del Thunderbolt, junto con su invención del sobrealimentador Powerplus utilizado en los MG.

### Segunda Guerra Mundial
Durante la Segunda Guerra Mundial, Eyston trabajó en diversos organismos internacionales relacionados con la industria, y fue supervisor regional para el Ministerio de la Producción. El capitán Eyston envió a su esposa y a su hija a vivir en los Estados Unidos. En 1977, ambos visitaron Morristown, Nueva Jersey, para visitar a viejos amigos).

## Reconocimientos y honores
- Eyston recibió la Cruz Militar el 18 de julio de 1917: Al 2.º Teniente (temporal) George Edward Thomas Eyston, RFA., Spec. Res. por sus destacados coraje y devoción al deber. Rindió el servicio más valioso llevando a cabo labores de reconocimiento bajo un fuego intenso. En varias ocasiones avanzó bajo el fuego de los obuses y de las ametralladoras. Desempeñó sus deberes con determinación y gran valor, habiendo obtenido información muy valiosa.[17]
- Se le otorgó el Trofeo Segrave en 1935.[18]
- Nombrado caballero de la Legión de Honor en 1938.
- Recibió la Orden del Imperio Británico en 1948.[19]

## Resultados

### 24 Horas de Le Mans
| Año     | Equipo                     | Copilotos      | Automóvil                     | Clase | Vueltas | Pos. | Pos. Clase |
| ------- | -------------------------- | -------------- | ----------------------------- | ----- | ------- | ---- | ---------- |
| 1928    | Aston Martin International | A C Bertelli   | Aston Martin 1½ International | 1.5   | 32      | DNF  | DNF        |
| 1929    | Colonel Warwick Wright     | Richard Watney | Stutz DV32                    | 8.0   | 104     | DNF  | DNF        |
| Fuente: |                            |                |                               |       |         |      |            |

### Campeonato Europeo de Pilotos
(Clave) (negrita indica pole position) (cursiva indica vuelta rápida)
| 1931    | Sir Henry Birkin | ITA | FRA 4 | BEL | NC | 0 |
| Fuente: |                  |     |       |     |    |   |

## Publicaciones
- G.E.T. Eyston (1933). Flat Out. John Miles. foreword by Sir Malcolm Campbell

### Citas
1. ↑  «Marque history». 6 de septiembre de 2012.
2. ↑  Colin Dryden (Sep 2004). «Eyston, George Edward Thomas (1897–1979)». Oxford Dictionary of National Biography, Oxford University Press. doi:10.1093/ref:odnb/31092.
3. ↑  «The Golden Era of GP Racing 1934-40 - Drivers». Archivado desde el original el 20 de noviembre de 2018. Consultado el 4 de diciembre de 2018.
4. ↑  «Edición 28918». London Gazette: 7694. 29 de septiembre de 1914.
5. 1 2 3  Goodwin, Colin. The Racing Driver's Pocket–Book. Conway/Anova Books. p. 8. ISBN 9781844861347.
6. ↑  «George Eyston racing at Montlhery». Archivado desde el original el 28 de marzo de 2008. Consultado el 4 de diciembre de 2018. (Commercial photo gallery)
7. ↑  Malcolm Green (1997). MG Sportscars. CLB International. ISBN 1-85833-606-6.
8. ↑  Barré Lyndon (2 de marzo de 1934). «Number One». The Autocar.
9. ↑  compiled by Peter Garnier, from the archives of Autocar magazine (1979). MG Sports Cars. Hamlyn. ISBN 0-600-36343-0.
10. ↑  «The Supercharged Magnette». The Autocar. 11 de agosto de 1933.
11. ↑  «Diesel record car in 1936». Brooklands photo archive. (Enlace perdido)
12. ↑  «Diesel record car in 1936». Brooklands photo archive. (Enlace perdido)
13. ↑  «Captain George Eyston: The Empire Club of Canada Speeches 1938-1939». (includes some images of Thunderbolt)
14. ↑  «John Cobb and the Crusader»., reprinted from Leo Villa and Kevin Desmond (1976). The World Water Speed Record.
15. ↑  }} (Enlace perdido)
16. ↑  Patente GB 260804, Patente GB 375886, Patente GB 348524 et al.
17. ↑  «Edición 30188 (suplemento)». London Gazette: 7227. 18 de julio de 1917.
18. ↑  Segrave Trophy – Royal Automobile Club
19. ↑  «Edición 38161 (suplemento)». London Gazette: 17. 1 de enero de 1948.
20. ↑  «All Results of Giovanni Lurani». racingsportscars.com. Consultado el 22 de octubre de 2017.
21. ↑  «THE GOLDEN ERA – OF GRAND PRIX RACING». kolumbus.fi. Archivado desde el original el 6 de junio de 2011. Consultado el 11 de octubre de 2017.